# Yume Penguin Monogatari
Yume Penguin Monogatari (яп. 夢ペンギン物語 Юмэ пэнгин моногатари) — видеоигра, смесь платформера с шутером, разработанная и выпущенная компанией Konami 25 января 1991 года эксклюзивно для игровой приставки NES. Официальная версия игры вышла только для японского рынка на японском языке. Заключительная, после Antarctic Adventure и Penguin Adventure, игра из трилогии приключений пингвина Пенты (англ. Penta).

## Сюжет
Главный герой игры — пингвин Пента — пытается завоевать сердце своей бывшей подружки Пенко. Осложняется это тем, что у Пенты проблемы с лишним весом, а Пенко любит только стройных пингвинов, так что Пенте предстоит не только отбить свою возлюбленную от коварного пингвина Гиндзи, тоже претендующего на роль бойфренда Пенко, но и изрядно похудеть. Злодей Гиндзи пытается помешать отважному пингвину и посылает своих приспешников остановить Пенту.
|                                         |
|                                         |
| Кадры из платформерного и шутер-уровней |

## Геймплей
Игра состоит из двух постоянно чередующихся жанров: классического двухмерного платформера в стиле Mario и шутера с боковым скроллингом в стиле игр Gradius и R-Type. Всего же игра состоит из шести этапов, в конце каждого из которых игроку предстоит встреча с главным противником — «боссом» уровня. В платформенной части игры Пента противодействует врагам пинками и выстрелами, в шутерной — выстрелами своего самолёта. На прохождение каждого уровня отводится определённое количество времени, по окончании которого этап начинается заново.
При столкновении с врагом отнимается 10 секунд отведённого времени. Кроме того, некоторые враги кидаются в пингвина яблоками, от которых Пента начинает толстеть. Потолстевший пингвин движется намного медленнее, неспособен высоко прыгать и вместо ударов ног способен лишь давить врагов своим весом. В нижней части экрана находится шкала веса Пенты, от «жирный» до «худой». Также на шкале расположен символ в виде разбитого сердца, показывающий, сколько максимум должен весить Пента, чтобы пройти текущий уровень. В случае, если уровень пройден, а Пента не смог скинуть достаточно веса, проходить этап приходится заново.
Для сбрасывания лишних калорий необходимо собирать бутылочки с оранжевой жидкостью. Кроме них в игре существуют бонусные предметы, добавляющие время, делающие Пенту временно неуязвимым или уничтожающие всех врагов в пределах экрана.

### Предметы
- «Часы» — Добавляет 7-15 секунд времени.
- «Оранжевая бутылочка» — Снимает 1 очко жирности
- «Розовая бутылочка» — Снимает 3 очка жирности (получается от помощников Гиндзи)
- «Кружок H» — Для платформера: Пропеллер на голове даёт способность полететь вверх, Для шутера: Апгрейд оружие до Ракет способны убить любого врага с 1 выстрела.
- «Кружок A» — Зачищает экран от врагов.
- «Кружок М» — Временная неуязвимость

## Рецензии
- Посвящённый видеоиграм англоязычный веб-сайт Honest Gamers поставил Yume Penguin Monogatari 7 баллов из 10 (Very Good). Высокую оценку получил оригинальный геймплей и красочное оформление уровней. В минус игре была поставлена её непродолжительность, Yume Penguin Monogatari проходится за 15-20 минут[4].

- На другом англоязычном сайте — Digital Press — Classic Video Games, приключения отважного Пенты получили оценку 7/10, в том числе: по 7 баллов за геймплей и музыку и 8 баллов за графику. По мнению рецензента Digital Press Yume Penguin Monogatari является одной из самых лучших игр Konami на NES[5].

## Прочие факты
- С появлением специальных программ, эмулирующих игровую систему NES на персональном компьютере, появилось несколько неофициальных переводов игры на английский язык: в 1998 году от переводчика Kalevan и в 2003 году от группы переводчиков видеоигр Vice Translations[6].
- Музыку к игре написал японский композитор Надзо Судзуки[7], участвовавший в качестве композитора в создании таких игр как: LaGrange Point (NES, 1991), McDonald’s Treasure Land Adventure (Genesis, 1993), Gunstar Heroes (Genesis, Game Gear 1993), Light Crusader (Genesis, 1995), Guardian Heroes (Sega Saturn, 1995), Silhouette Mirage (PlayStation, Sega Saturn, 1997)[8].